# Vozinha
Josimar Dias (n. 3 iunie 1986), cunoscut ca Vozinha, este un fotbalist originar din Capul Verde, care în prezent joacă pe postul de portar la clubul AEL Limassol.